# Karl Kirchner
Karl Kirchner (Herford, 19 maggio 1787 – Solbad Wittekind, 31 maggio 1855) è stato un pedagogista e latinista tedesco.
Dopo aver frequentato il liceo a Detmold, ha studiato dal 1805 presso l'Università di Halle, in particolare ebbe come insegnanti Christian Gottfried Schütz e August Hermann Niemeyer. Studiò latino alla Fondazione Francke di Halle dove poi divenne insegnante.
Pubblicò numerosi saggi di pedagogia e diversi studi critici sulle opere di Orazio.

## Pubblicazioni
- Über die gegenwärtige Verfassung des Stralsunder Gymnasiums. 1820
- Ueber den Organismus des öffentlichen Unterrichts an Gelehrtenschulen. 1821
- Versuch einer Stralsundischen Schulgeschichte. Erste Partikel. Bis zum J. 1560. Zweiten Buchs v. J. 1560 bis 1617 erste Part. Stralsund 1823

Digitalisat in der Digitalen Bibliothek Mecklenburg-Vorpommern
- Feier der Vereinigung Pommerns mit der Preußischen Monarchie. 1824
- Die Verfassung und Lehreinrichtung des Stralsundischen Gymnasii. Stralsund: Löffler 1827

Digitalisat des Exemplars der Bayerischen Staatsbibliothek
- Des Horatius' Satiren, kritisch berichtigt, übersetzt und erklärt. 1. Theil, Stralsund 1829 books.google
- Quaestiones Horatianae. Leipzig 1834 books.google
- Akademische Propädeutik: Oder, Vorbereitungswissenschaft zum akademischen Studium. Leipzig: Vogel 1842

Digitalisat des Exemplars der Bayerischen Staatsbibliothek
- Die Landesschule Pforta in ihrer geschichtlichen Entwickelung seit dem Anfange des XIX. Jahrhunderts bis auf die Gegenwart. Naumburg 1843

Digitalisat des Exemplars der Bayerischen Staatsbibliothek
- Säcularbericht über die Feier der dreihundertjährigen Stiftung der Königl. Landesschule Pforta. 1843

Zweite ausgabe Naumburg 1853 Digitalisat des Exemplars der Bayerischen Staatsbibliothek
- C. Kirchneri novae quaestiones Horatianae. Leipzig 1847 books.google
- Hodegetik oder Wegweiser zur Universität für Studierende nebst einer systematischen Uebersicht der Wissenschaften und Künste und den Studienplänen für die einzelnen Fächer des Gelehrtenberufs. Leipzig: Vogel 1852

Digitalisat des Exemplars der Bayerischen Staatsbibliothek
- Q. Horatius Flaccus Satiren aus dreissig unverglichenen und allen bisher verglichenen Handschriften. 3 Bände 1853–1857